# Wangchang Gewog
Wangchang (Dzongkha: ཝང་ལྕང་) ist einer von zehn Gewogs (Blöcke) des Dzongkhags Paro im Westen Bhutans. 
Wangchang Gewog ist wiederum eingeteilt in fünf Chiwogs (Wahlkreise). Laut der Volkszählung von 2005 leben in diesem Gewog 6425 Menschen auf einer Fläche von 34,2 km² in mehr als 1300 Haushalten.
Die Dzongkhag-Administration gibt in ihrem Internetauftritt eine Anzahl von 34 Dörfern an, während die Wahlkommission einschließlich aller Kleinstsiedlungen 71 benannte Siedlungen aufzählt.
Der Gewog befindet sich in zentraler Lage im Distrikt Paro und erstreckt sich über Höhenlagen zwischen 2200 und 2340 m. Auf intensiv bewässerten Feldern werden Reis und Weizen angebaut, außerdem gibt es Apfel-Streuobstwiesen. Der Viehbestand besteht überwiegend aus Yaks und heimischen Rinderarten.
An staatlichen Einrichtungen gibt es neben der Gewog-Verwaltung drei Schulen, eine Grundschule und zwei weiterführende Schule, nämlich je eine Middle und eine Higher Secondary School.
Insgesamt gibt es in diesem Gewog 14 buddhistische Tempel (Lhakhangs), die sich in Staats-, Gemeinde- oder Privatbesitz befinden.
| Chiwog                                        | Dörfer bzw. Weiler    |
| --------------------------------------------- | --------------------- |
| Gebtoed Olathang Tajoog གེབ་སྟོད་_ཨོ་ལ་ཐང་_རྟ་འཇུག་ | Gangtoed              |
| Gebtoed Olathang Tajoog གེབ་སྟོད་_ཨོ་ལ་ཐང་_རྟ་འཇུག་ | Gebtoed               |
| Gebtoed Olathang Tajoog གེབ་སྟོད་_ཨོ་ལ་ཐང་_རྟ་འཇུག་ | Barkor                |
| Gebtoed Olathang Tajoog གེབ་སྟོད་_ཨོ་ལ་ཐང་_རྟ་འཇུག་ | Darzhigang            |
| Gebtoed Olathang Tajoog གེབ་སྟོད་_ཨོ་ལ་ཐང་_རྟ་འཇུག་ | Drungna               |
| Gebtoed Olathang Tajoog གེབ་སྟོད་_ཨོ་ལ་ཐང་_རྟ་འཇུག་ | Langmana              |
| Gebtoed Olathang Tajoog གེབ་སྟོད་_ཨོ་ལ་ཐང་_རྟ་འཇུག་ | Nyisu                 |
| Gebtoed Olathang Tajoog གེབ་སྟོད་_ཨོ་ལ་ཐང་_རྟ་འཇུག་ | Zhingkha              |
| Gebtoed Olathang Tajoog གེབ་སྟོད་_ཨོ་ལ་ཐང་_རྟ་འཇུག་ | Sisitakpa             |
| Gebtoed Olathang Tajoog གེབ་སྟོད་_ཨོ་ལ་ཐང་_རྟ་འཇུག་ | Tshongdue             |
| Gebtoed Olathang Tajoog གེབ་སྟོད་_ཨོ་ལ་ཐང་_རྟ་འཇུག་ | Yurwawog              |
| Gebtoed Olathang Tajoog གེབ་སྟོད་_ཨོ་ལ་ཐང་_རྟ་འཇུག་ | Gangkha               |
| Gebtoed Olathang Tajoog གེབ་སྟོད་_ཨོ་ལ་ཐང་_རྟ་འཇུག་ | Gorina                |
| Gebtoed Olathang Tajoog གེབ་སྟོད་_ཨོ་ལ་ཐང་_རྟ་འཇུག་ | Jangkhuna             |
| Gebtoed Olathang Tajoog གེབ་སྟོད་_ཨོ་ལ་ཐང་_རྟ་འཇུག་ | Jangsabu              |
| Gebtoed Olathang Tajoog གེབ་སྟོད་_ཨོ་ལ་ཐང་_རྟ་འཇུག་ | Jangsina              |
| Gebtoed Olathang Tajoog གེབ་སྟོད་_ཨོ་ལ་ཐང་_རྟ་འཇུག་ | Jangsuna              |
| Gebtoed Olathang Tajoog གེབ་སྟོད་_ཨོ་ལ་ཐང་_རྟ་འཇུག་ | Langmana              |
| Gebtoed Olathang Tajoog གེབ་སྟོད་_ཨོ་ལ་ཐང་_རྟ་འཇུག་ | Lhankhang Jab         |
| Gebtoed Olathang Tajoog གེབ་སྟོད་_ཨོ་ལ་ཐང་_རྟ་འཇུག་ | Nangzhika (Wangchang) |
| Gebtoed Olathang Tajoog གེབ་སྟོད་_ཨོ་ལ་ཐང་_རྟ་འཇུག་ | Ngetsu                |
| Gebtoed Olathang Tajoog གེབ་སྟོད་_ཨོ་ལ་ཐང་_རྟ་འཇུག་ | Nyisu Chotentsawa     |
| Gebtoed Olathang Tajoog གེབ་སྟོད་_ཨོ་ལ་ཐང་_རྟ་འཇུག་ | Olathang              |
| Gebtoed Olathang Tajoog གེབ་སྟོད་_ཨོ་ལ་ཐང་_རྟ་འཇུག་ | Omchuna               |
| Gebtoed Olathang Tajoog གེབ་སྟོད་_ཨོ་ལ་ཐང་_རྟ་འཇུག་ | Pumsima               |
| Gebtoed Olathang Tajoog གེབ་སྟོད་_ཨོ་ལ་ཐང་_རྟ་འཇུག་ | Pumtakha              |
| Gebtoed Olathang Tajoog གེབ་སྟོད་_ཨོ་ལ་ཐང་_རྟ་འཇུག་ | Rampozhing            |
| Gebtoed Olathang Tajoog གེབ་སྟོད་_ཨོ་ལ་ཐང་_རྟ་འཇུག་ | Zhikha                |
| Gebtoed Olathang Tajoog གེབ་སྟོད་_ཨོ་ལ་ཐང་_རྟ་འཇུག་ | Sisitagpa             |
| Gebtoed Olathang Tajoog གེབ་སྟོད་_ཨོ་ལ་ཐང་_རྟ་འཇུག་ | Tagokha               |
| Gebtoed Olathang Tajoog གེབ་སྟོད་_ཨོ་ལ་ཐང་_རྟ་འཇུག་ | Tajoog                |
| Gebtoed Olathang Tajoog གེབ་སྟོད་_ཨོ་ལ་ཐང་_རྟ་འཇུག་ | Tshogdu (Wangchang)   |
| Gebtoed Olathang Tajoog གེབ་སྟོད་_ཨོ་ལ་ཐང་_རྟ་འཇུག་ | Tshoshingtsawa        |
| Gebtoed Olathang Tajoog གེབ་སྟོད་_ཨོ་ལ་ཐང་_རྟ་འཇུག་ | Tsirena               |
| Gebtoed Olathang Tajoog གེབ་སྟོད་_ཨོ་ལ་ཐང་_རྟ་འཇུག་ | Yurwawog              |
| Changmedthangka Khangkhu སྤྱང་མེད་ཐང་ཁ་_ཁང་ཁུ་    | Chiminang/Chimina     |
| Changmedthangka Khangkhu སྤྱང་མེད་ཐང་ཁ་_ཁང་ཁུ་    | Chhoeten Dangrim      |
| Changmedthangka Khangkhu སྤྱང་མེད་ཐང་ཁ་_ཁང་ཁུ་    | Dochhukha             |
| Changmedthangka Khangkhu སྤྱང་མེད་ཐང་ཁ་_ཁང་ཁུ་    | Dungchuphu            |
| Changmedthangka Khangkhu སྤྱང་མེད་ཐང་ཁ་_ཁང་ཁུ་    | Jieu                  |
| Changmedthangka Khangkhu སྤྱང་མེད་ཐང་ཁ་_ཁང་ཁུ་    | Jimnang               |
| Changmedthangka Khangkhu སྤྱང་མེད་ཐང་ཁ་_ཁང་ཁུ་    | Kangjulo              |
| Changmedthangka Khangkhu སྤྱང་མེད་ཐང་ཁ་_ཁང་ཁུ་    | Khangkhu              |
| Changmedthangka Khangkhu སྤྱང་མེད་ཐང་ཁ་_ཁང་ཁུ་    | Changmedthangkha      |
| Changmedthangka Khangkhu སྤྱང་མེད་ཐང་ཁ་_ཁང་ཁུ་    | Segona                |
| Changmedthangka Khangkhu སྤྱང་མེད་ཐང་ཁ་_ཁང་ཁུ་    | Wochhukha             |
| Changmedthangka Khangkhu སྤྱང་མེད་ཐང་ཁ་_ཁང་ཁུ་    | Zakha                 |
| Changmedthangka Khangkhu སྤྱང་མེད་ཐང་ཁ་_ཁང་ཁུ་    | Khimsabu              |
| Changmedthangka Khangkhu སྤྱང་མེད་ཐང་ཁ་_ཁང་ཁུ་    | Segona                |
| Changmedthangka Khangkhu སྤྱང་མེད་ཐང་ཁ་_ཁང་ཁུ་    | Naymey                |
| Changmedthangka Khangkhu སྤྱང་མེད་ཐང་ཁ་_ཁང་ཁུ་    | Zharchhekha           |
| Changmedthangka Khangkhu སྤྱང་མེད་ཐང་ཁ་_ཁང་ཁུ་    | Wochukha              |
| Dungkhar Namkhar དུང་དཀར་_གནམ་དཀར་             | Dungkhar              |
| Dungkhar Namkhar དུང་དཀར་_གནམ་དཀར་             | Namkar                |
| Mendrel Nakha མན་དྲལ་_སྣ་ཁ་                     | Chang Rouna           |
| Mendrel Nakha མན་དྲལ་_སྣ་ཁ་                     | Chang Sinchuna        |
| Mendrel Nakha མན་དྲལ་_སྣ་ཁ་                     | Chewnang              |
| Mendrel Nakha མན་དྲལ་_སྣ་ཁ་                     | Chintsho              |
| Mendrel Nakha མན་དྲལ་_སྣ་ཁ་                     | Gangkha               |
| Mendrel Nakha མན་དྲལ་_སྣ་ཁ་                     | Gyelgang              |
| Mendrel Nakha མན་དྲལ་_སྣ་ཁ་                     | Lomlo                 |
| Mendrel Nakha མན་དྲལ་_སྣ་ཁ་                     | Mendrel/Rauna         |
| Mendrel Nakha མན་དྲལ་_སྣ་ཁ་                     | Mendrel               |
| Mendrel Nakha མན་དྲལ་_སྣ་ཁ་                     | Nakha                 |
| Mendrel Nakha མན་དྲལ་_སྣ་ཁ་                     | Baangdey Zam          |
| Mendrel Nakha མན་དྲལ་_སྣ་ཁ་                     | Nakha/Rawna           |
| Mendrel Nakha མན་དྲལ་_སྣ་ཁ་                     | Rawna                 |
| Mendrel Nakha མན་དྲལ་_སྣ་ཁ་                     | Yekukha               |
| Changkhar Jangteyna ཅང་དཀར་_བྱང་སྟེ་ན་           | Baangdey              |
| Changkhar Jangteyna ཅང་དཀར་_བྱང་སྟེ་ན་           | Changkar              |
| Changkhar Jangteyna ཅང་དཀར་_བྱང་སྟེ་ན་           | Jangteyna             |